# 미야자키 미호
미야자키 미호(일본어: 宮崎 美穂, 1993년 7월 30일 ~ )는 일본의 아이돌이며, 여성 아이돌 그룹 전 AKB48 팀A의 멤버이다. 도쿄도 출신. 호리프로 소속. 한국을 좋아해서 유튜브를 보면 한국어로 인사하고 한국어가 쓰이고 한국어로 유튜브가 해석이 된다.

## 내력
2007년
- 10월 6일, 《AKB48 제2회 연구생 (5기생) 오디션》에 합격. 동년 12월 26일에 AKB48 극장 공연 데뷔.

2008년
- 7월 13일자로 팀A로 승격(5기생 첫 승격). 팀A 공연에의 정식 참가는, 《팀A 5th Stage 〈연애 금지 조례〉》 공연 첫날의 2008년 10월 19일부터.
- 10월 22일, 10th 싱글 〈큰 목소리 다이아몬드〉로 첫 선발 멤버가 되었다. 이후 17th 싱글 〈헤비 로테이션〉까지 7곡 연속으로 선발 멤버에 들어갔다.

2009년
- 2월 13일의 공연에서, 호리프로에의 이적을 발표.
- 6월부터 7월에 걸쳐 실시된 《AKB48 13th 싱글 선발 총선거 〈신께 맹세코, 진심입니다〉》에서는 18위로, 싱글 선발이 되었다.
- 7월, 같은 사무소의 이타노 토모미, 카사이 토모미와 함께 유닛 〈낫토 엔젤〉을 결성해, 낫토 엔젤 1호가 된다.
- 8월 23일에 개최된 《요미우리 신문 창간 135주년 기념 콘서트 AKB104 선발 멤버 내각 조성 축제》의 밤공연에서 동년 10월부터 팀B로 이동하는 것이 발표되어 2010년 5월 21일에 이동했다.

2010년
- 학원 드라마에 배우로서 출연하는 것을 목표로 하고 있어 1월 22일 방송분의 《마지스카 학원》 제3화에서, 산쵸 자매의 장녀 역으로서 학원 드라마 데뷔를 하였다.
- 5월부터 6월에 걸쳐 실시된 《AKB48 17th 싱글 선발 총선거 〈어머니께 맹세코, 진심입니다〉》에서는 21위로, 싱글 선발이 되었지만, 전작 〈포니테일과 슈슈〉의 선발 멤버에서는 유일, 16위 이내에는 들지 않았다.
- 7월, 니토 모에노, 사토 스미레, 이시다 하루카와 함께 유닛 〈낫토 엔젤 Z〉를 결성. 낫토 엔젤 Z 1호가 된다.

2011년
- 5월부터 6월에 걸쳐 실시된 《AKB48 22nd 싱글 선발 총선거 〈금년도 진심입니다〉》에서는 27위로, 언더 걸즈가 되었다.

2012년
- 5월부터 6월에 걸쳐 실시된 《AKB48 27th 싱글 선발 총선거》에서는 38위로, 넥스트 걸즈가 되었다[1].
- 8월 24일, 《AKB48 in TOKYO DOME ~1830m의 꿈~》 첫날 공연에서, 팀K로 이동하는 것이 발표된다[2].
- 11월 1일, 팀K로 이동.

2014년
- 5월부터 6월에 걸쳐 실시된 《AKB48 37th 싱글 선발 총선거》에서는 78위로, 업커밍 걸즈가 되었다[3].

2018년
- 프로듀스48에 출연하였다.
- AKB48 54번째 싱글 NO WAY MAN에 선발되었다.

2019년
- 채널J에서 방영하는 '일본인도 모르는 이바라키여행'에 출연하였다.
- 채널J에서 방영하는 '일본인도 모르는 돗토리여행'에 출연하였다.
- 한국에서 '먀오당원전'이라는 미야자키 미호 팬아트 전시회가 열렸다.

2022년
- 4월 15일, AKB48 극장에서 행해진 졸업 공연으로 AKB48를 졸업.
- 6월 26일 DIA TV 소속이 되었다고 트위터와 먀오채널을 통해 밝혔다.

## 인물
- 연예인 여자 풋살 팀 〈XANADU loves NHC〉에 소속. 등번호는 〈30〉.
- 한국을 좋아한다.
- 2022년 10월 22일, 유튜브를 통하여 현재 한국으로 들어와서 생활하고 있다고 밝혔는데, 아마도 본격적으로 한국 연예계 진출을 위한 준비와 계획을 하는 것으로 추정된다.

### AKB48 관련
- 캐치프레이즈는, 〈도·레·미·도·미·도 먀오~〉. 고안자는 동기 사시하라 리노(현·HKT48).

## AKB48에서의 참가곡

### 싱글 CD 선발곡
- 大声ダイヤモンド / 큰 목소리 다이아몬드
  - 大声ダイヤモンド（teamA ver.） - 팀A 명의
  - 109（マルキュー）
- 10年桜 / 10년 벚꽃
- 涙サプライズ! / 눈물 서프라이즈!
- 言い訳Maybe / 변명 Maybe
- RIVER
- 桜の栞 / 벚꽃 책갈피
  - 遠距離ポスター / 원거리 포스터 - 팀PB 명의
- ポニーテールとシュシュ / 포니테일과 슈슈
  - マジジョテッペンブルース / 마지여고 정상 브루스
- ヘビーローテーション / 헤비 로테이션
  - ラッキーセブン / 럭키 세븐
  - 野菜シスターズ / 야채 시스터즈 - 야채 시스터즈 명의
- 〈Beginner〉에 수록
  - 僕だけのvalue / 나만의 value - 언더 걸즈 명의
- 〈チャンスの順番 찬스의 차례〉에 수록
  - ラブ・ジャンプ / 러브 점프 - 팀B 명의
- 〈桜の木になろう 벚나무가 되리〉에 수록
  - 偶然の十字路 / 우연의 십자로 - 언더 걸즈 명의
- Everyday、カチューシャ / Everyday, 카츄샤
  - ヤンキーソウル / 양키 소울
- 〈フライングゲット 플라잉 겟〉에 수록
  - 抱きしめちゃいけない / 껴안아서는 안돼 - 언더 걸즈 명의
  - 青春と気づかないまま / 청춘이란 걸 깨닫지 못한 채
  - 野菜占い / 야채 점 - 야채 시스터즈 2011 명의
- 〈風は吹いている 바람은 불고 있어〉에 수록
  - 君の背中 / 너의 등 - 언더 걸즈 명의
- 〈上からマリコ 위에서부터 마리코〉에 수록
  - 呼び捨てファンタジー / 요비스테 판타지 - 팀B 명의
- 〈GIVE ME FIVE!〉에 수록
  - ユングやフロイトの場合 / 융이나 프로이트의 경우 - 스페셜 걸즈C 명의
- 〈真夏のSounds good ! 한여름의 Sounds Good!〉에 수록
  - 3つの涙 / 3개의 눈물 - 스페셜 걸즈 명의
- 〈ギンガムチェック 깅엄 체크〉에 수록
  - ドレミファ音痴 / 도레미파 음치 - 넥스트 걸즈 명의
- 〈UZA〉에 수록
  - スクラップ&ビルド / 스크랩&빌드 - 팀K 명의
- 〈永遠プレッシャー〉에 수록
  - 私たちのReason / 우리들의 Reason
- 〈So long !〉에 수록
  - 夕陽マリー / 석양 매리 - 오오시마 팀K 명의
- 〈さよならクロール 안녕 크롤〉에 수록
  - How come ? - Team K 명의
- 〈ハート・エレキ 하트 일렉트릭 기타〉에 수록
  - 細雪リグレット / 가루눈 리그렛 - 팀K 명의
- 〈前しか向かねえ 앞 밖에 보지 않아〉에 수록
  - 恋とか… / 사랑이라던가…
- 〈ラブラドール･レトリバー 래브라도 리트리버〉에 수록
  - 愛しきライバル / 사랑스러운 라이벌 - 팀K 명의
- 〈心のプラカード 마음의 플래카드〉에 수록
  - チューインガムの味がなくなるまで / 추잉검의 맛이 없어질 때까지 - 업커밍 걸즈 명의
- 〈希望的リフレイン 희망적 리프레인〉에 수록
  - 初めてのドライブ / 첫 드라이브 - 팀K 명의
  - 歌いたい / 노래하고 싶어 - 카틀레야조 명의
- 〈唇にBe My Baby / 입술에 Be My Baby〉에 수록
  - やさしい place / 상냥한 place - 팀 A 명의
- 〈君はメロディー / 너는 멜로디〉에 수록
  - M.T.に捧ぐ / M.T.에 바친다 - 팀 A 명의
- 翼はいらない / 날개는 필요 없어
  - Set me free - 팀 A 명의
- NO WAY MAN

### 앨범 CD 선발곡
- 《神曲たち 최고의 곡들》에 수록
  - 君と虹と太陽と / 너와 무지개와 태양과
- 《ここにいたこと 여기에 있던 것》에 수록
  - 少女たちよ / 소녀들이여
  - 恋愛サーカス / 연애 서커스 - 팀B 명의
  - ここにいたこと / 여기에 있던 것 - AKB48+SKE48+SDN48+NMB48 명의
- 《1830m》에 수록
  - 恋愛総選挙 / 연애 총선거 - YM7 명의
  - ノーカン / 노 칸(노 카운트) - 팀B 명의
  - 青空よ 寂しくないか? / 푸른 하늘이여 외롭지 않은가? - AKB48+SKE48+NMB48+HKT48 명의
- 《次の足跡 다음 발자국》에 수록
  - 共犯者 / 공범자 - 팀K 명의
- 《ここがロドスだ、ここで跳べ! 여기가 로도스다, 여기서 뛰어라!》에 수록
  - Conveyor - 팀K 명의

## 출연

### TV 드라마
- 마지스카 학원 제3 ~ 5화·최종화 (2010년 1월 22일 ~ 2월 5일·3월 26일, TV 도쿄) - 먀오 역
- 두부 자매 (2010년 7월 31일 ~ 8월 27일, WOWOW) - 나스코(목소리만) 역
- 마지스카 학원2 제4화·최종화 (2011년 5월 6일·7월 1일, TV 도쿄) - 먀오 역

### 영화
- 소름 -극장판- (2012년 9월 13일, 클록 워크스) - 오퍼레이터 역

## 출연작
- PRODUCE 48 (2018년 6월 15일 ~ 2018년 8월 31일, Mnet)